# Gerry Cohen
Gerry Cohen – amerykański reżyser telewizyjny.
Swoją pracę rozpoczął w 1988 roku, kiedy to zaczął reżyserować odcinki sitcomu Świat według Bundych. Od 1995 Cohen pracował przy serialu Unhappily Ever After. Reżyserował również odcinki seriali Siostrzyczki i Do usług oraz kilku innych, które nie zdobyły większej popularności.